# Herpele multiplicata
Herpele multiplicata är en groddjursart som beskrevs av Fritz Nieden 1912. Herpele multiplicata ingår i släktet Herpele och familjen Caeciliidae. IUCN kategoriserar arten globalt som otillräckligt studerad. Inga underarter finns listade i Catalogue of Life.